# Caroline Rask
Caroline Rask (* 25. Mai 1994 in Aars) ist eine dänische Fußballspielerin, die auch von 2015 bis 2018 für die A-Nationalmannschaft spielte. Seit dem 1. Juli 2023 ist sie ohne Verein.

## Karriere

### Vereine
Rask begann für den in ihrem Geburtsort ansässigen Aars Idrætsklub auf der Halbinsel Himmerland mit dem Fußballspielen und blieb dem Verein bis ins Jahr 2011 angehörig. Im Alter von 17 Jahren von Fortuna Hjørring unter Vertrag genommen, kam sie von 2011 bis 2020 in der höchsten Spielklasse im dänischen Frauenfußball zum Einsatz. Während ihrer Vereinszugehörigkeit bestritt sie 201 Punktspiele und trug zu vier Meisterschaften bei. Zudem gewann sie mit ihrer Mannschaft dreimal den nationalen Vereinspokal. Auf europäischer Ebene nahm sie mit ihrer Mannschaft achtmal in Folge am Wettbewerb der Champions-League teil und bestritt insgesamt 17 Spiele; über das Achtelfinale hinaus kam sie jedoch nie. Mit vier Spielen in der Saison 2019/20 bestritt sie die meisten bei ihren Teilnahmen.
In der Saison 2020/21 spielte sie das erste Mal außerhalb Dänemarks und kam in der Serie A, der höchsten Spielklasse im italienischen Frauenfußball, für den AC Mailand zu neun Punktspielen, mit dem sie die Meisterschaft auf Platz 2 abschloss. Im Pokalfinale am 30. Mai 2021 wirkte sie nicht mit; ihre Mannschaft unterlag der AS Rom erst im Elfmeterschießen mit 1:3.
In die Niederlande gelangt, gehörte sie der Frauenfußballmannschaft von PSV Eindhoven an, für die sie mit Beginn der Saison am 27. August 2021, beim 3:0-Sieg im Heimspiel gegen die Frauenfußballmannschaft von PEC Zwolle, bis zum 4. November 2022 (7. Spieltag) beim 2:0-Sieg im Auswärtsspiel gegen den AZ Alkmaar, saisonübergreifend in 14 Punktspielen in der Eredivisie, der höchsten Spielklasse, berücksichtigt wurde. Mit der Mannschaft erreichte sie zweimal das in Hin- und Rückspiel ausgetragene Finale um den Vereinspokal, kam (außer am 14. Mai 2023) in drei Finalspielen zum Einsatz, scheiterte jedoch zweimal an Ajax Amsterdam (0:2 und 0:3 am 26./29. Mai 2022, 2:5 und 1:3 am 14./22. Mai 2023).

### Nationalmannschaft
Ihr Debüt als Nationalspielerin für die DBU gab sie in der U16-Nationalmannschaft, mit der sie sich am 15. Mai 2009 – noch keine 15 Jahre alt – in Hedensted in einem internationalen Turnierspiel gegen die U16-Nationalmannschaft Schottlands, von dieser torlos trennte; sie wurde in der 47. Minute für Julie Trustrup Jensen eingewechselt. Auch im zweiten Spiel, zwei Tage später am selben Ort, wurde sie eingesetzt und war mit ihrer Mannschaft der U16-Nationalmannschaft Schwedens mit 0:4 unterlegen. Mit ihrer Mannschaft nahm sie jeweils im Juli der Jahre 2009 und 2010 am U16-Nordic-Cup-Turnier teil; bei ihrer Premiere kam sie in vier, bei der zweiten Turnierteilnahme in drei Spielen zum Einsatz. Zwischen den beiden Turnieren wirkte sie in zwei in Freundschaft ausgetragenen Länderspielen mit (1:3 und 1:2 vs. Schweden; am 15. und 17. Mai 2010 in Kristianstad und Bromölla). Ihre Länderspielkarriere in dieser Altersklasse beendete sie am 10. Juli 2010 in Hedensted mit einem Freundschaftsspiel gegen die U16-Nationalmannschaft Finnlands, die mit 1:0 bezwungen werden konnte.
Vom 12. September 2010 bis zum 23. April 2011 bestritt sie für die U17-Nationalmannschaft 13 Länderspiele, sechs in Freundschaft ausgetragene (1 S, 5 N) und sieben EM-Qualifikationsspiele (6 S, 1 N). In dieser Altersklasse(nmannschaft) gelang ihr am 17. Oktober 2010 in Budapest beim 3:0-Sieg über die U17-Nationalmannschaft Sloweniens mit dem Treffer zum 2:0 in der 22. Minute ihr erstes Länderspieltor.
Für die U19-Nationalmannschaft wurde sie vom 23. August 2011 bis zum 25. August 2013 in 25 Länderspielen eingesetzt; darunter neun Freundschaftsspiele, drei in einem internationalen Turnier in La Manga del Mar Menor im März 2012 sowie sieben EM-Qualifikationsspiele, die ihre Mannschaft an den Endrunden 2012 und 2013 teilhaben ließ; 2012 bestritt sie vier, 2013 zwei EM-Endrundenspiele. Die ersten drei ihrer insgesamt vier Tore in dieser Altersklasse gelangen in ihrem ersten, zweiten und vierten Länderspiel. Ihr viertes Länderspieltor erzielte sie in ihrem 15. Länderspiel am 20. September 2012 in Billund beim 4:0-Sieg im Freundschaftsspiel gegen die Schweizer U19-Nationalmannschaft mit dem Treffer zum 2:0 in der 29. Minute.
Am 26. August 2015 und am 10. September 2017 fand ein Kräftemessen ihrer U23-Nationalmannschaft mit der U23-Nationalmannschaft Finnlands statt; verlor ihre Mannschaft in Brøndby noch das erste mit 0:1, so gewann es das zweite in Ballerup mit 2:0.
Ihr Debüt in der A-Nationalmannschaft fand während der Teilnahme dieser am Turnier um den Algarve-Cup 2015 statt. Sie kam am 9. März im letzten Spiel der Gruppe C beim 2:2-Unentschieden gegen die Nationalmannschaft Portugals zum Einsatz und erzielte mit dem Treffer zum 2:0 in der 70. Minute sogleich ihr erstes A-Länderspieltor. Ihr zweites Turnierspiel war das Spiel um Platz 5, dass mit 2:5 gegen die Nationalmannschaft Norwegens verloren wurde. An diesem Turnier nahm sie drei Jahre später erneut teil und kam im zweiten Spiel der Gruppe 3 bei der 2:3-Niederlage gegen die Nationalmannschaft der Niederlande und im Spiel um Platz 9 bei der Niederlage gegen die Nationalmannschaft Islands, die das Platzierungsspiel mit 5:4 erst im Elfmeterschießen für sich entschied; zum Einsatz. Zwei Freundschaftsländerspiele (2:0 vs. Rumänien am 17. September 2015 in Mogoșoaia, 1:4 vs. Schweiz am 22. September 2015) und zwei Spiele der WM-Qualifikationsgruppe 4 am 8. und 12. Juni 2018 (5:0 vs. Ukraine in Lwiw, 5:1 vs. Ungarn in Viborg). Interessant: Vier ihrer insgesamt sechs Länderspieltore waren jeweils Treffer zum 2:0.

## Erfolge
PSV Eindhoven
- Niederländischer Pokal-Finalist 2022, 2023

AC Mailand
- Zweiter Italienische Meisterschaft 2021
- Italienischer Pokal-Finalist 2021 (ohne Finaleinsatz)

Fortuna Hjørring
- Dänischer Meister 2010, 2014, 2016, 2020
- Dänischer Pokal-Sieger 2016, 2019